# 日本国憲法第42条
日本国憲法第42条（にほんこく（にっぽんこく）けんぽうだい42じょう）は、日本国憲法の第4章にある条文で、両院制について規定している。

## 条文
日本国憲法、e-Gov法令検索。

第四十二条国会は、衆議院及び参議院の両議院でこれを構成する。

## 解説
いわゆる二院制（両院制）を規定する条文であり、二院の名称としての「衆議院」「参議院」は憲法によって規定されている。両院は独立した議院としてその権能を有するが、いくつかの点について衆議院の優越が定められている。参議院の存在理由として、衆議院の多数派の専断的な決定を防止し、議会の行動をより慎重なものにすることが挙げられる。二院制について、日本国憲法においては、両議院の議員の兼任を禁止する規定を48条に置いている。大日本帝国憲法下でも二院制が採用されていたが、その二院とは、貴族院と衆議院であった。貴族院とは、皇族、華族、勅任された議員で構成される。国会開会式が参院本会議場で行われるのも貴族院時代の名残となっている。

## 沿革

### 大日本帝国憲法
東京法律研究会 p.9

第三十三條帝國議會ハ貴族院衆議院ノ兩院ヲ以テ成立ス

### 憲法改正要綱
「憲法改正要綱」、国立国会図書館「日本国憲法の誕生」。

十三第三十三条以下ニ「貴族院」トアルヲ「参議院」ト改ムルコト

### GHQ草案
「GHQ草案」、国立国会図書館「日本国憲法の誕生」。

#### 日本語
第四十一条国会ハ三百人ヨリ少カラス五百人ヲ超エサル選挙セラレタル議員ヨリ成ル単一ノ院ヲ以テ構成ス

#### 英語
Article XLI.The Diet shall consist of one House of elected representatives with a membership of not less than 300 nor more than 500.

### 憲法改正草案要綱
「憲法改正草案要綱」、国立国会図書館「日本国憲法の誕生」。

第三十七国会ハ衆議院及参議院ノ両院ヲ以テ構成スルコト

### 憲法改正草案
「憲法改正草案」、国立国会図書館「日本国憲法の誕生」。

第三十八条国会は、衆議院及び参議院の両議院でこれを構成する。